# Kampung Dagang
Kampung Dagang is een bestuurslaag in het regentschap Indragiri Hulu van de provincie Riau, Indonesië. Kampung Dagang telt 4499 inwoners (volkstelling 2010).